# The C.A.S. School

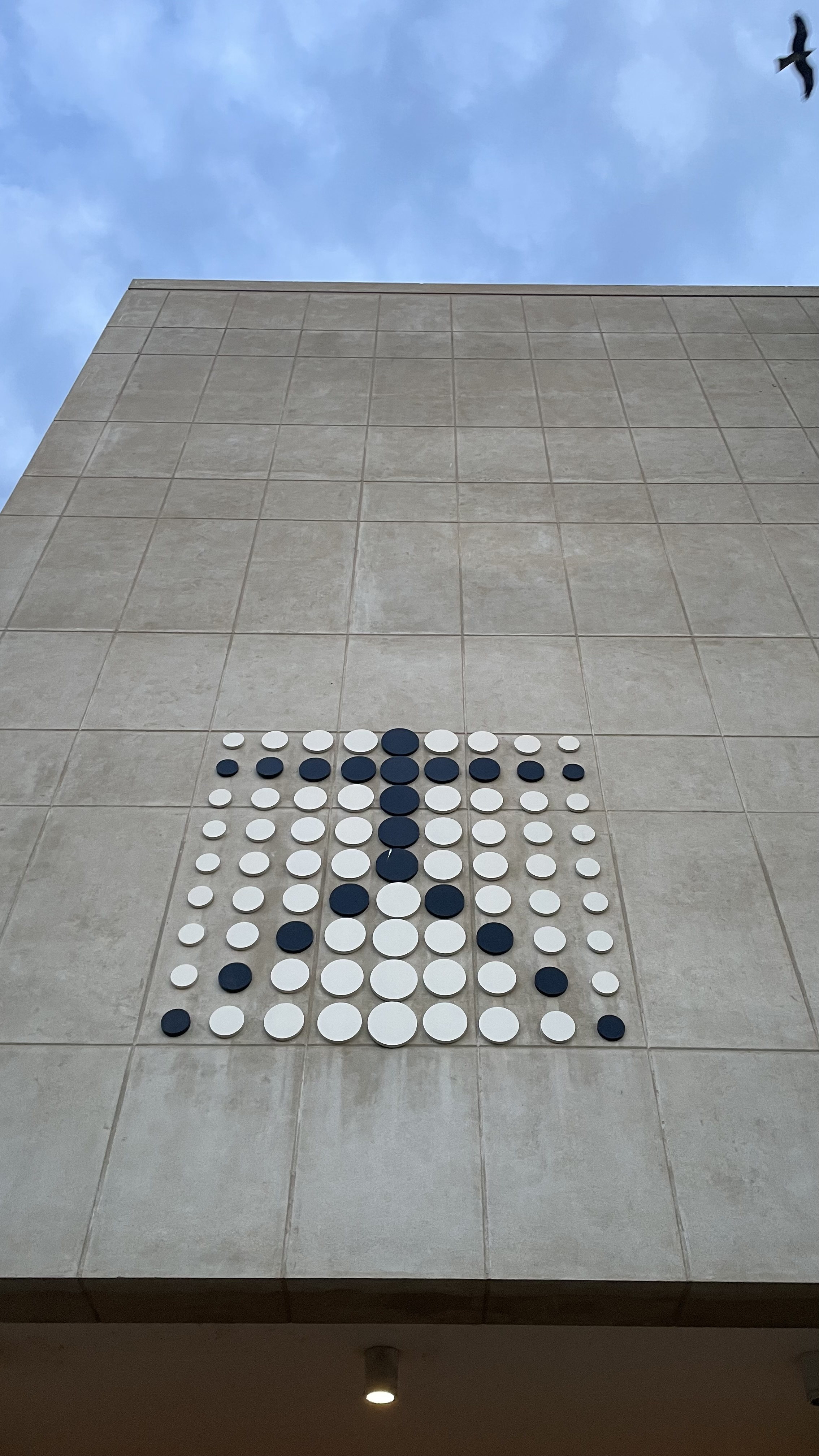
The C.A.S. School, Logo am Hauptgebäude der Schule

The C.A.S. School (Initialen für Center of Advanced Studies, engl. Zentrum für fortgeschrittene Studien) ist eine private, unabhängige, durch Schulgebühren finanzierte Schule in Karatschi.
Die Schule hat zwei Gebäude, die in unmittelbarer Nähe voneinander in DHA-8 gelegen sind. In einem Gebäude werden die Kindergarten- und Vorschüler (nursery school) bis zur zweiten Klasse betreut und unterrichtet. Im Hauptgebäude werden alle älteren Klassenstufen (3–11) unterrichtet. Die Schule hat über 1250 Schüler, mehr als 200 Lehrer und 80 weitere Angestellte.
Die Unterrichtssprache ist Englisch, es werden aber auch Urdu/Laschkarī, Deutsch und Französisch unterrichtet.